# Valerian Maduka Okeke
Valerian Maduka Okeke (20 de outubro de 1953) é um arcebispo católico nigeriano, desde 1 de setembro de 2003 Arcebispo Metropolitano de Onitsha.

## Biografia

### Formação e ministério sacerdotal
Depois de entrar no seminário, completou seus estudos filosóficos e teológicos em Roma, na Pontifícia Universidade de São Tomás de Aquino, onde obteve um doutorado em teologia e foi ordenado sacerdote em 11 de julho de 1981 pelo Arcebispo Francis Arinze.
Mais tarde, foi nomeado professor e membro do corpo docente de formação do Seminário Memorial Bigard, em Enugu. De 1996 a 2001, atuou como reitor do referido seminário.

### Ministério episcopal
Em 28 de novembro de 2001, o Papa João Paulo II o nomeou Arcebispo Coadjutor de Onitsha..
Ele recebeu a ordenação episcopal em 9 de fevereiro de 2002 das mãos do Núncio Apostólico na Nigéria, Osvaldo Padilla, tendo como co-consagradores o Arcebispo de Onitsha, Albert Kanene Obiefuna, e o Bispo de Enugu, Anthony Okonkwo Gbuji.
Em 1 de setembro de 2003, tornou-se Arcebispo Metropolitano de Onitsha, tendo o Papa aceitado a renúncia de seu antecessor Albert Kanene Obiefuna.
Participou da XIV Assembleia Geral Ordinária do Sínodo dos Bispos em 2015 sobre o tema A vocação e a missão da família na Igreja e no mundo contemporâneo.

### Trabalho
Desde sua ordenação, Okeke serviu em vários comitês da Conferência dos Bispos Católicos da Nigéria e como presidente do Departamento de Assuntos Pastorais da Conferência, Secretariado Católico da Nigéria em 2017. Atualmente, ele é o presidente da Comissão de Seminários da Conferência Episcopal Católica.
Ele supervisionou o aumento do número de paróquias na Arquidiocese de Onitsha de 70 para 183 em 15 anos. Ele cuidou da dedicação de muitas igrejas na arquidiocese. Ele tem padres emprestados à diocese de Belleville, Illinois. Seus contatos se estendem à comunidade Igbo em Ozone Park, Queens, Nova York, onde ele atraiu mais de 400, a maioria igbo, para um serviço de confirmação.
Okeke visita pessoalmente as prisões Onitsha três vezes por ano. Por meio da Fundação Arcebispo Valerian Okeke (AVOF), ele pode enviar jovens embaixadores da boa vontade a países como Gana. Ele tem o talento de nutrir jovens com talento musical por meio de sua academia musical. Sua paixão pelos jovens levou à construção da vila juvenil da Sagrada Família em torno da universidade federal de Nnamdi Azikiwe Awka. O objetivo era criar um ambiente sereno para os estudos em torno da universidade, onde os jovens também seriam formados em princípios e valores morais ser membros de qualidade da Igreja e da Sociedade.
O arcebispo Valerian encorajou o governo estadual a devolver as escolas missionárias no estado de Anambra à igreja. Quando as escolas foram finalmente devolvidas pela administração liderada pelo governador Peter Obi, o arcebispo Valerian liderou a reconstrução e reabilitação massivas das escolas da Missão que foram retiradas da Igreja pelo governo militar após a guerra civil. Ele iniciou políticas para a formação holística adequada do indivíduo. Essas políticas incluíam a formação de professores, a formação de padres como especialistas nos campos da educação, concurso de ciências escolares, a reintrodução de padres como gestores / diretores das escolas secundárias e educação religiosa adequada. Essas reformas sem precedentes nas Escolas Missionárias sob sua supervisão resultaram em escolas Missionárias ganhando louros em competições locais, nacionais e internacionais.